# Фрэнсис, Шон
Шон Кри́стофер Фрэ́нсис (англ. Shaun Christopher Francis; 2 октября 1986, Мандевилл, Ямайка) — ямайский футболист, левый защитник. Выступал за сборную Ямайки.

## Клубная карьера
На молодёжном уровне Фрэнсис выступал за клуб «Спортинг Сентрал Академи». Во время обучения в Колледже Линдси Уилсона в 2006—2009 годах он играл за студенческую команду в межвузовской лиге. Во время перерывов в занятиях Шон также выступал за клубы из Premier Development League — «Индиана Инвейдерс» в 2008 году и «Тандер-Бей Чилл» в 2009 году.
На Супердрафте MLS 2010 Фрэнсис был выбран в четвёртом раунде под общим 63-м номером клубом «Коламбус Крю». Его профессиональный дебют состоялся 29 июня 2010 года в матче открытого кубка США против «Рочестер Райнос». Впервые на поле в матче MLS он появился 17 июля 2010 года во встрече с «Нью-Йорк Ред Буллз». В «Крю» Фрэнсис так и не смог стать игроком основного состава, проведя за три неполных сезона всего 28 матчей в лиге. В конце июня 2012 года клуб отказался от услуг игрока.
Просмотр в клубе «Филадельфия Юнион» в феврале 2013 года закончился для него безрезультатно. Но уже в марте Фрэнсис, находившийся вне футбола более восьми месяцев, смог обрести новый клуб, им стал «Шарлотт Иглз» из лиги третьего уровня USL PRO.
В июле 2013 года Фрэнсис вернулся в MLS, став игроком «Чикаго Файр». Однако за этот клуб он провёл лишь одну игру и по окончании сезона вновь оказался в списке отказов.
На Драфте возвращений 24 января 2014 года Фрэнсис был выбран клубом «Сан-Хосе Эртквейкс». Его дебют за «Квейкс» состоялся в первой для них игре сезона MLS 2014, матче против «Реал Солт-Лейк» 15 марта.
13 июля 2017 года Фрэнсис был обменян в «Монреаль Импакт» на пик второго раунда Супердрафта MLS 2018 или $50 тыс. в общих распределительных средствах в январе 2018 года в зависимости от его выступлений в оставшейся части сезона. Его дебют за канадский клуб состоялся 5 августа в матче против «Орландо Сити». По завершении сезона 2017 клуб не стал перезаключать контракт с игроком.
9 марта 2018 года Фрэнсис подписал контракт с клубом USL «Луисвилл Сити». За «ЛуСити» он дебютировал в матче первого тура сезона 2018 против «Нэшвилла» 17 марта.

## Международная карьера
За сборную Ямайки Фрэнсис дебютировал 10 октября 2010 года в товарищеской игре со сборной Тринидада и Тобаго. В составе «регги бойз» он участвовал в Карибских кубках 2010 и 2017 годов. Фрэнсис попал в финальный список игроков сборной Ямайки, заявленных для участия в Золотом кубке КОНКАКАФ 2017, перед самым стартом турнира, заменив выбывшего из-за травмы Девера Оргилла. Фрэнсис был включён в состав сборной Ямайки на Золотой кубок КОНКАКАФ 2019.

## Статистика выступлений

### Клубная
| Выступление        | Выступление      | Выступление      | Лига | Лига | Плей-офф | Плей-офф | Кубок | Кубок | ЛЧ КОНКАКАФ | ЛЧ КОНКАКАФ | Итого | Итого |
| Клуб               | Лига             | Сезон            | Игры | Голы | Игры     | Голы     | Игры  | Голы  | Игры        | Голы        | Игры  | Голы  |
| ------------------ | ---------------- | ---------------- | ---- | ---- | -------- | -------- | ----- | ----- | ----------- | ----------- | ----- | ----- |
| Коламбус Крю       | MLS              | 2010             | 12   | 0    | 2        | 0        | 3     | 0     | 6           | 0           | 23    | 0     |
| Коламбус Крю       | MLS              | 2011             | 6    | 0    | 0        | 0        | 0     | 0     | 0           | 0           | 6     | 0     |
| Коламбус Крю       | MLS              | 2012             | 10   | 0    | —        | —        | 1     | 0     | —           | —           | 11    | 0     |
| Коламбус Крю       | Итого            | Итого            | 28   | 0    | 2        | 0        | 4     | 0     | 6           | 0           | 40    | 0     |
| Шарлотт Иглз       | USL Pro          | 2013             | 12   | 3    | —        | —        | 1     | 0     | —           | —           | 13    | 3     |
| Шарлотт Иглз       | Итого            | Итого            | 12   | 3    | —        | —        | 1     | 0     | —           | —           | 13    | 3     |
| Чикаго Файр        | MLS              | 2013             | 1    | 0    | —        | —        | 0     | 0     | —           | —           | 1     | 0     |
| Чикаго Файр        | Итого            | Итого            | 1    | 0    | —        | —        | 0     | 0     | —           | —           | 1     | 0     |
| Сан-Хосе Эртквейкс | MLS              | 2014             | 20   | 0    | —        | —        | 2     | 0     | 1           | 0           | 23    | 0     |
| Сан-Хосе Эртквейкс | MLS              | 2015             | 23   | 0    | —        | —        | 2     | 0     | —           | —           | 25    | 0     |
| Сан-Хосе Эртквейкс | MLS              | 2016             | 18   | 0    | —        | —        | 0     | 0     | —           | —           | 18    | 0     |
| Сан-Хосе Эртквейкс | MLS              | 2017             | 8    | 0    | —        | —        | 0     | 0     | —           | —           | 8     | 0     |
| Сан-Хосе Эртквейкс | Итого            | Итого            | 69   | 0    | —        | —        | 4     | 0     | 1           | 0           | 74    | 0     |
| Монреаль Импакт    | MLS              | 2017             | 6    | 0    | —        | —        | —     | —     | —           | —           | 6     | 0     |
| Монреаль Импакт    | Итого            | Итого            | 6    | 0    | —        | —        | —     | —     | —           | —           | 6     | 0     |
| Луисвилл Сити      | USLC             | 2018             | 17   | 0    | 0        | 0        | 2     | 0     | —           | —           | 19    | 0     |
| Луисвилл Сити      | USLC             | 2019             | 15   | 0    | 0        | 0        | 2     | 0     | —           | —           | 17    | 0     |
| Луисвилл Сити      | Итого            | Итого            | 32   | 0    | 0        | 0        | 4     | 0     | —           | —           | 36    | 0     |
| Всего за карьеру   | Всего за карьеру | Всего за карьеру | 148  | 3    | 2        | 0        | 13    | 0     | 7           | 0           | 170   | 3     |

Источник: Soccerway.

### Международная
| Команда | Год   | Игры | Голы |
| ------- | ----- | ---- | ---- |
| Ямайка  |       |      |      |
| 2010    | 5     | 1    |      |
| 2016    | 3     | 1    |      |
| 2017    | 6     | 1    |      |
| 2018    | 4     | 0    |      |
| 2019    | 10    | 0    |      |
| Всего   | Всего | 28   | 3    |

Голы за сборную
| №  | Дата            | Место                                         | Соперник  | Голы | Результат | Турнир                             |
| -- | --------------- | --------------------------------------------- | --------- | ---- | --------- | ---------------------------------- |
| 1. | 29 ноября 2010  | «Стад Эн Каме», Ривьер-Пилот, Мартиника       | Гваделупа | 1:0  | 2:0       | Карибский кубок 2010               |
| 2. | 11 октября 2016 | «Леонора Стэдиум», Леонора, Гайана            | Гайана    | 3:2  | 4:2       | Квалификация Карибского кубка 2017 |
| 3. | 20 июля 2017    | «Юниверсити оф Финикс Стэдиум», Глендейл, США | Канада    | 1:0  | 2:1       | Золотой кубок КОНКАКАФ 2017        |

Источник: National Football Teams.

## Достижения
Командные
 «Луисвилл Сити»
- Чемпион USL: 2018

 сборная Ямайки
- Обладатель Карибского кубка: 2010
- Серебряный призёр Золотого кубка КОНКАКАФ: 2017